# Schrader-Formel
Als Schrader-Formel bezeichnet man eine verallgemeinerte Strukturformel organischer Phosphorverbindungen zur Verdeutlichung des Zusammenhangs zwischen deren chemischer Struktur und der Wirkung auf das Nervensystem. Meist wird die Schrader-Formel im Zusammenhang mit Nervenkampfstoffen wie den Cholinesterasehemmern Sarin, Soman oder Tabun erwähnt, welche Phosphonsäurederivate sind. Gerhard Schrader erkannte im Rahmen seiner Forschung an Pestiziden in den 1930er Jahren den Zusammenhang zwischen Struktur von Phosphorsäurederivaten (und Phosphonsäurederivaten) und Wirkung auf das Nervensystem. Er entdeckte 1937, dass bestimmte Derivate Rezeptoren für Acetylcholin blockieren. Schrader entwickelte 1937 Sarin, 1938 Tabun, und 1944 Soman.

Schrader-Formel: Am Phosphoratom ist ein Sauerstoff- oder Schwefelatom doppelt gebunden. X ist ein Halogenid oder Pseudohalogenid. Die Reste R1 und R2 sind Alkyl-, Alkoxy- oder N,N-Dialkyl-Gruppen. (vereinfachte Strukturformel ohne Stereochemie)
Sarin (vereinfachte Strukturformel ohne Berücksichtigung der  Stereochemie am Phosphoratom)
Diisopropylfluorphosphat (da zwei Reste am Phosphor gleich sind, liegt keine Konfigurationsisomerie vor)
Tabun (vereinfachte Strukturformel ohne Berücksichtigung der  Stereochemie am Phosphoratom)
Eine Nervenkampfstoff aus der Nowitschok-Reihe (vereinfachte Strukturformel ohne Berücksichtigung der  Stereochemie am Phosphoratom)
Soman (vereinfachte Strukturformel ohne Berücksichtigung der  Stereochemie am Phosphoratom)